# Вороново (Никольский район)
Вороново — упразднённая деревня в Никольском районе Вологодской области России.

## География
Расстояние до районного центра Никольска по автодороге — 70 км, до центра муниципального образования посёлка Борок по прямой — 19 км. Ближайшие населённые пункты — Никольское, Ямская, Вострово.

## История
В рамках организации местного самоуправления с апреля 2013 до февраля 2022 гг. входила в Кемское сельское поселение, с января 2006 года по апреля 2013 года — в Нижнекемское сельское поселение), в рамках административно-территориального устройства — в Нижнекемский сельсовет.
Упразднена в 2022 году.

## Население
| 2010 |
| ---- |
| 0    |

По данным переписи в 2002 году постоянного населения не было.